# Gyula Strommer
Gyula Strommer (8 mai 1920, Aiud, România - 28 august 1995, Budapesta, Ungaria) a fost un matematician și astronom maghiar. Este creditat cu descoperirea asteroidului 1537 Transylvania, la 27 august 1940.

## Biografie
În 1938 era student atât  la inginerie, la Universitatea de Tehnologie și Economie din Budapesta, cât și la astronomie și  fizică, la Universitatea Pázmány Péter (azi, Universitatea Eötvös Loránd). În 1942 a devenit asistent la departamentul de geometrie descriptivă, al Universității de Tehnologie.
Prizonier de război în ultimii ani ai celui de al Doilea Război Mondial, s-a întors în învățământ după încheierea conflictului.
Minor Planet Center îl creditează cu descoperirea asteroidului 1537 Transylvania, efectuată la  27 august 1940.